# Mănăstirea Noul Neamț din Chițcani
Mănăstirea "Noul Neamț" din Chițcani este o mănăstire de călugări din Republica Moldova.
Deși mănăstirea este localizată în regiunea istorică Basarabia, aceasta (împreună cu întreg satul Chițcani) este controlată de autoritățile transnistrene.
Mănăstirea este succesoarea Mănăstirii Neamțului din Țara Moldovei. A fost întemeiată în 1861, când câțiva călugări de la Mănăstirea din Neamț au plecat de acolo și au zidit Noul-Neamț din Chițcani. Zidirea noii mănăstiri a fost o formă de protest împotriva măsurilor autorităților din Principatele Unite de a confisca bunurile mănăstirești și de a interzice slavona la liturghie. La acea vreme, Chițcani, ca întreaga Basarabie, făcea parte din Imperiul țarist încă de la 1812.
La 16 mai 1962, autoritățile sovietice au închis porțile mănăstirii; clădirile ei au slujit ca spitale. Biserica mănăstirii a fost redeschisă în 1989, apoi la 1991, la inițiativa școlii de limbă română pentru preoți ortodocși, de sub conducerea lui Vichentie Moraru, episcopul Tighinei. Începând cu 1992, localitatea e sub autoritatea Transnistriei.

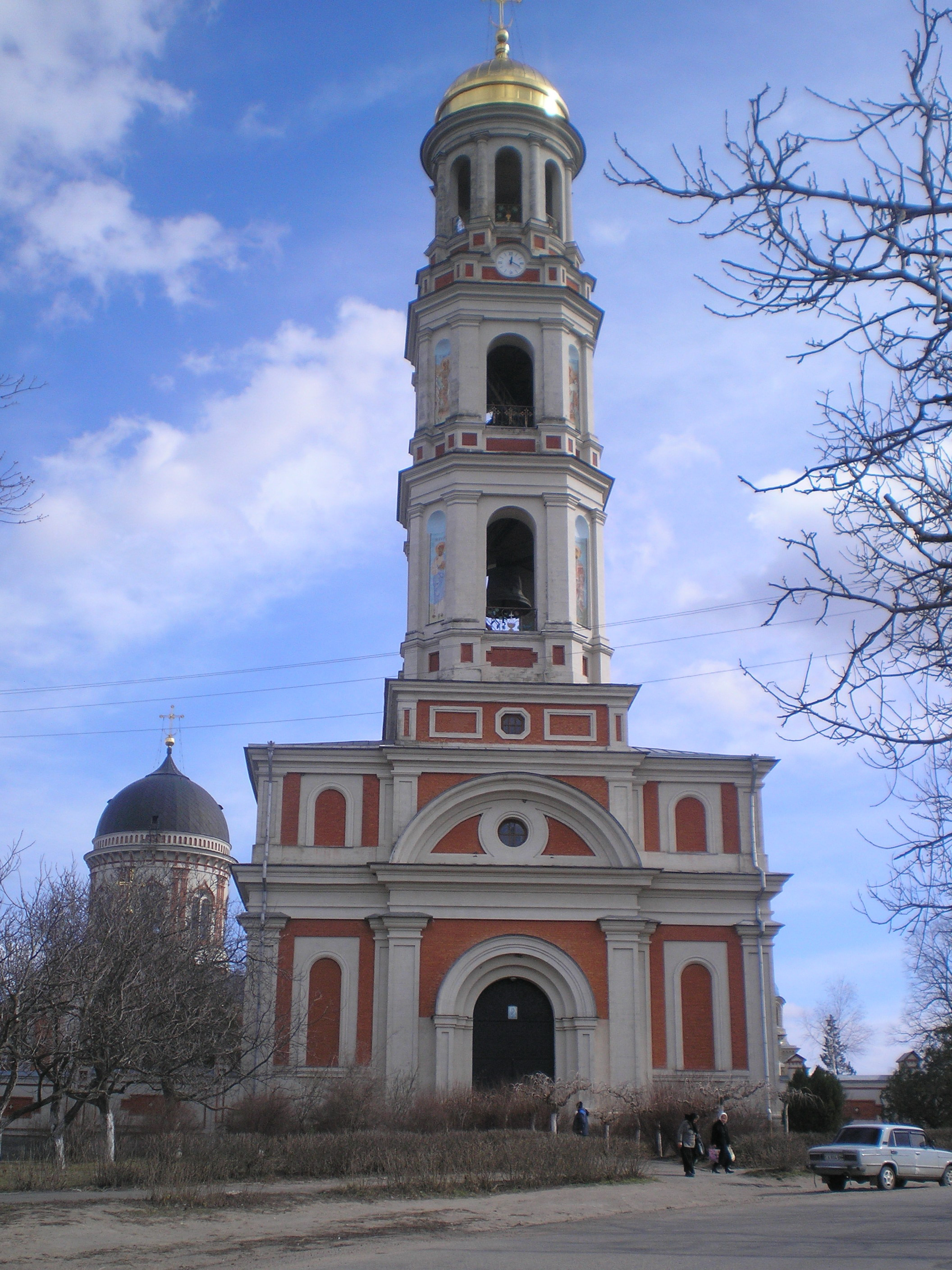
Clopotnița
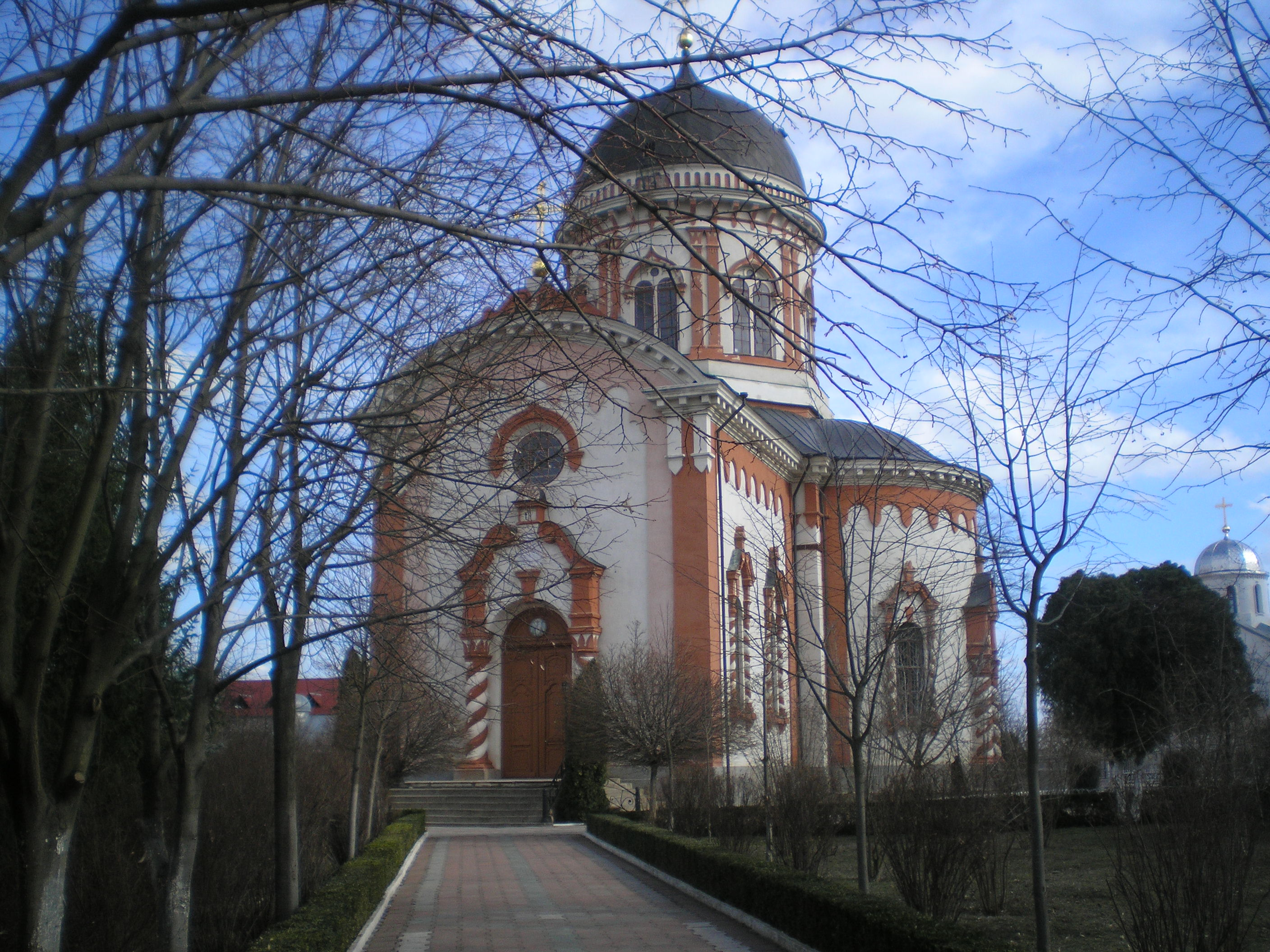
Biserica românească
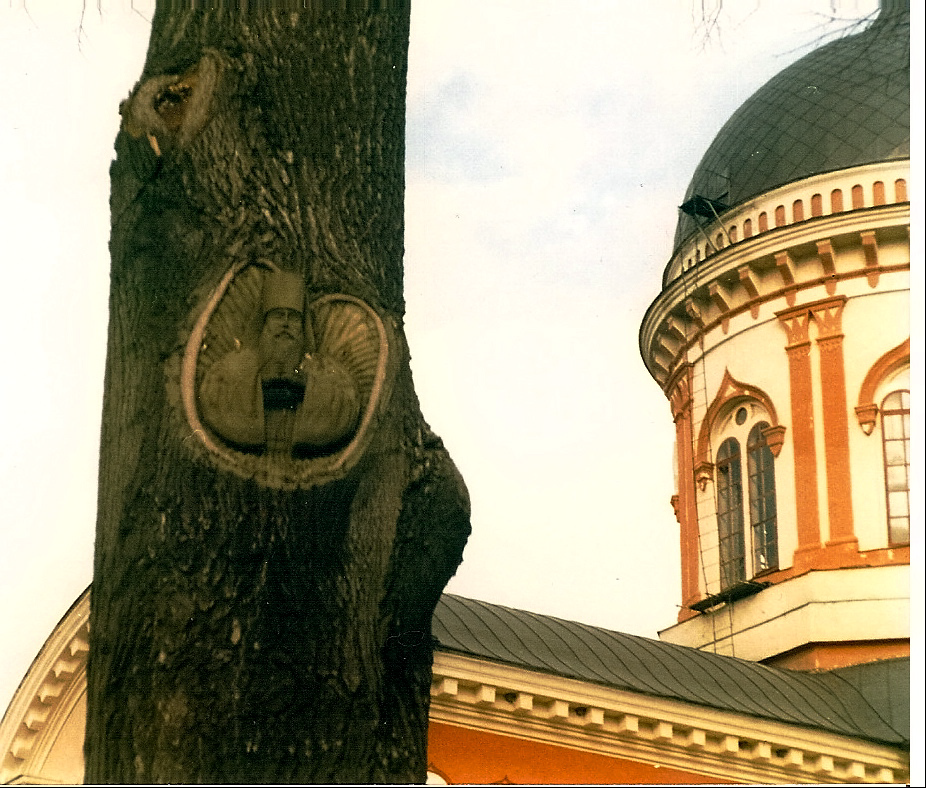
Sculptură într-un copac de pe teritoriul mănăstirii
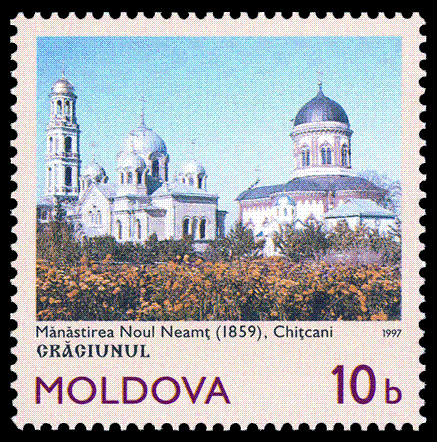
Timbru poștal moldovean din 1997